# Краинский, Сергей Васильевич
Сергей Васильевич Краинский (22 апреля [4 мая] 1876, Шебекино, Курская губерния — 12 февраля 1936, Баку) — российский и советский учёный-агроном, садовод. Директор Крымского института специальных культур (1923—1925). Доктор сельскохозяйственных наук.

## Биография
Родился 22 апреля (4 мая) 1876 года в Шебекино Белгородского уезда Курской губернии. Братья — Андрей и Николай Краинские, учёные.
Окончил естественное отделение физико-математического факультета Императорского университета Святого Владимира в Киеве (1907). По окончании университета стал преподавателем Киевских высших сельскохозяйственных курсов, где работал до 1917 года. Занимал должность секретарь Киевского отделения Российского общества плодоводства (1904—1909). Участвовал в работе Киевской и Петербургской комиссий по организации высшего садового института в России (1913—1915). Действительный член Киевского общества естествоиспытателей (1912).
В 1919 году — профессор Воронежского сельскохозяйственного института.
В 1920 году становится профессором агрономического факультета Таврического университета в Симферополе. После преобразования агрономического факультета в Крымский сельскохозяйственный институт сельскохозяйственных отраслей занимался профессорской деятельностью в новосозданном институте. В 1923 году был назначен директором института. После вхождения института в состав Кубанского сельскохозяйственного института в 1925 году стал работать в Краснодаре. Являлся заведующим кафедрой общего садоводства Кубанского сельскохозяйственного института.
С 1931 года — профессор кафедры садоводства и плодоводства Азербайджанского сельскохозяйственного института.
Скончался 12 февраля 1936 года в Баку.

## Научные труды
- Огородная культура картофеля. СПб.: П. П. Сойкин, 1906. 95 с.;
- Огородный ревень, его культура, выгонка и приготовление в пищу. СПб.: П. П. Сойкин, 1906. 32 с.;
- Культура брункресса в Эрфурте // Вестник садоводства, плодоводства и огородничества. - СПб.: Типо-Литография Герольд, 1907. - № 3. - С.171-179.
- Семенная культура огурцов // Вестник садоводства, плодоводства и огородничества. — СПб. : Типо-Литография Герольд, 1907. — № 11. — С. 607—612.
- Доходная культура спаржи: Практическое руководство для любителей и промышленников. СПб.: П. П. Сойкин, 1907. 88 с.;
- Окулировка, или летняя прививка плодовых деревьев глазком. [Киев]: Т-во печ. С. П. Яковлева, 1908. 6 с.;
- Краткий отчет состояния плодоводства и огородничества в Киевской губернии: Киев: Т-во «Печатня С. П. Яковлева», 1908. 12 с.;
- Коллективные опыты в Киевской губернии 1911—1912 гг.: Текст к цифровому материалу за 1911—1912 гг.: отчет. Ч. 1-я / Киевское губернское земство. Киев: Т-во «Печатня С. П. Яковлева», 1913. 118 с.;
- Запятовидный червец и меры борьбы с ним. Киев: Тип. Акц. о-ва Н. Т. Корчак-Новицкого, 1913. 14 с.;
- Огородная культура картофеля: практическое руководство. 3-е изд., перераб. и доп. М.: Новая деревня, 1924. 120 с.;
- Культура ягодных растений. Л.: Мысль, 1926. 190 с.